# Candelaria (Misiones)
Pour les articles homonymes, voir Candelaria.
Candelaria est une ville d'Argentine dans la province de Misiones, département de Candelaria, à 250 kilomètres de Corrientes, sur la rive gauche du Parana. 
Ville frontière, Candelaria a été vivement disputée entre l'Argentine et le Paraguay. Les Paraguayens l'ont abandonné en 1815, mais sont revenus en 1821. Les Paraguayens l'avaient fortifiée en 1838. Candelaria est revenue à l'Argentine en 1870, après la défaite du Paraguay dans la guerre de la Triple-Alliance.
Elle est proche de la réduction jésuite de Santa Ana.

## Source
- (en) Cet article est partiellement ou en totalité issu de l’article de Wikipédia en anglais intitulé « Candelaria, Misiones » (voir la liste des auteurs).